# 弗赖西内德洛泽尔
弗赖西内德洛泽尔（法語：Fraissinet-de-Lozère，法語發音：[fʁɛsin də lozɛʁ]）是法国洛泽尔省的一个旧市镇，属于弗洛拉克区。

## 地理
弗赖西内德洛泽尔（44°22'28"N, 3°42'2"E）面积38.58 平方千米，位于法国奧克西塔尼大區洛泽尔省，该省份为法国南部内陆省份，北起上盧瓦爾省和康塔爾省，西接阿韦龙省，南至加尔省，东临阿尔代什省。
与弗赖西内德洛泽尔接壤的市镇（或旧市镇、城区）包括：马斯多西耶尔、勒蓬德蒙韦尔、莱邦东、蓬德蒙韦尔-叙德蒙洛泽尔。

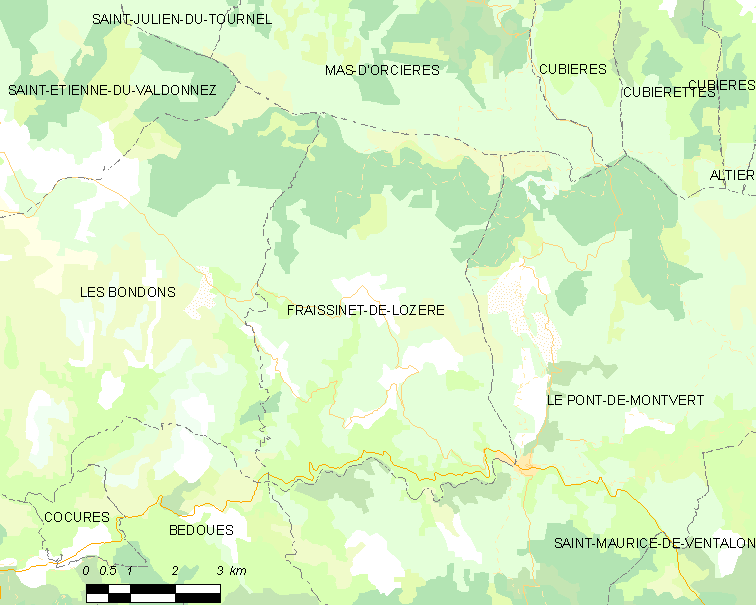
弗赖西内德洛泽尔的OSM定位图

弗赖西内德洛泽尔的时区为UTC+01:00、UTC+02:00（夏令时）。

## 行政
弗赖西内德洛泽尔的邮政编码为48220，INSEE市镇编码为48066。

## 政治
弗赖西内德洛泽尔所属的省级选区为圣艾蒂安-迪瓦尔多内县。

## 人口

1962-2008年间弗赖西内德洛泽尔人口变化图示

弗赖西内德洛泽尔于2018年1月1日时的人口数量为198人。